# Хрватин, Рене
Ре́не Хрва́тин (словен. Rene Hrvatin; род. 8 декабря 2006) — словенский футболист, вингер клуба «Домжале».

## Клубная карьера
Хрватин — воспитанник клуба «Копер». 10 декабря 2022 года в матче против «Браво» он дебютировал в чемпионате Словении. 

## Международная карьера
В 2023 году Хрватин в составе юношеской сборной Словении принял участие в юношеском чемпионате Европы в Венгрии. На турнире он сыграл в матчах против команд Сербии и Испании. В поединке против сербов Рене забил гол.